# Viharsarok
Viharsarok (tiếng Anh: Land of Storms) là một bộ phim Hungary, phát hành năm 2014. Bộ phim đầu tay của đạo diễn Ádám Császi, bộ phim đã ra mắt tại Liên hoan phim quốc tế Berlin lần thứ 64.
Phim có sự tham gia của András Sütő trong vai Szabolcs, một chàng trai trẻ trở về nhà Hungary sau khi từ bỏ sự nghiệp bóng đá vừa chớm nở ở Đức, và bắt đầu một mối quan hệ lãng mạn và tình dục với Áron (Ádám Varga), một người học việc từ một thị trấn gần đó. Tình hình rất phức tạp khi Bernard (Sebastian Urzendowsky), bạn cùng phòng cũ của Szabolcs ở Đức, đến để thuyết phục anh trở lại tập luyện bóng đá.

## Nội dung
Szabolcs (András Sütő), một cầu thủ bóng đá tài năng nhưng không đam mê trong một đội bóng nghiệp dư người Đức, ghi lại một trận đấu và bị đuổi khỏi thẻ đỏ. Kết quả là, một trinh sát của giải đấu rời đi, anh ta đánh nhau với người bạn thân nhất của mình là Bernard (Sebastian Urzendowsky) và rời khỏi đội. Thay vào đó, anh trở về một gia đình đổ nát ở vùng nông thôn Hungary để nuôi ong. Một đêm nọ, anh bắt gặp Áron (Ádám Varga), một người địa phương ở ngôi làng gần đó sống cùng và chăm sóc người mẹ vô hiệu của mình, cố gắng ăn cắp chiếc xe tay ga của anh ta. Anh ta đánh bật Áron, đánh bật anh ta trong quá trình và ở lại với anh ta cho đến khi anh ta tỉnh dậy. Thay vì gọi cảnh sát, Szabolcs nhờ Áron giúp sửa nhà. Họ trở thành bạn bè và Szabolcs tham gia cùng người dân địa phương chơi bóng đá.
Một đêm nọ, sau khi đi bơi và uống quá nhiều, họ nằm trên đường và Szabolcs cho một Áron hầu như không có ý thức. Áron rõ ràng bối rối về cảm giác của anh ấy về cuộc gặp gỡ. Mặc dù vậy, anh vẫn tiếp tục quay lại để giúp Szabolcs với ngôi nhà và mối quan hệ của họ ngày càng sâu đậm. Cuối cùng, Áron nói với mẹ mình về Szabolcs, người lần lượt nói với những người khác, nâng cao sự thịnh vượng của cộng đồng bảo thủ.
Sau khi một số dân làng đánh bại Szabolcs trong một trận bóng đá và Áron từ chối đứng lên bảo vệ anh ta, Szabolcs gọi Bernard. Mặc dù Áron sớm quay lại với anh ta, Bernard cũng đến Hungary, tạo ra căng thẳng. Bernard bày tỏ sự quan tâm đến mối quan hệ với Szabolcs và cố gắng thuyết phục anh trở về Đức chơi bóng đá.
Cuối cùng, tình cảm cộng đồng cũng chống lại Áron. Sau khi anh ta cũng bị bạn bè tấn công và bị mẹ chỉ trích, anh ta chuyển đến sống cùng với Szabolcs. Anh và Bernard tranh giành sự chú ý của Szabolcs. Cuối cùng, Szabolcs chọn ở lại Hungary cùng Áron và Bernard trở về Đức.
Áron trở về nhà để tìm mẹ gần chết sau khi anh không ở đó để chăm sóc bà. Anh đưa cô đến bệnh viện nơi cô vẫn hôn mê. Không thể đối phó với cảm giác tội lỗi khi không ở đó với cô, kết hợp với sự thù địch của dân làng, anh trở về Szabolcs. Sau cuộc gặp gỡ tình dục cuối cùng, anh ta đã đâm chết Szabolcs vào ngực và chạy trốn khỏi trang trại.

## Diễn viên
- András Sütő vai Szabolcs
- Ádám Varga vai Áron
- Sebastian Urzendowsky vai Bernard
- Enikö Börcsök vai mẹ của Áron
- Lajos Ottó Horváth vai bố của Szabolcs